# Buzarda
En náutica, la Buzarda (Curvaton, Corbaton, Corbaton de embestir) es la pieza de madera o metálica, generalmente curva, que colocada en la parte interior, sirve para consolidar los ligazones de los órganos esenciales que forman el esqueleto del casco de un buque. (fra. Guirlande; ing. Breast hook; it. Busarda, Zogia). 

## Tipos
Las buzardas se hacen de varias formas, cada una apropiada al lugar al que se adapta, dándosele distintas denominaciones:
- Buzarda de cubierta: la que en sentido horizontal va colocada a la altura de los baos sirviendo de apoyo a la cubierta y de unión a los extremos de los trancaniles.
- Buzarda de proa: la curva colocada debajo de los escobenes para ligar las piezas de que se componen estos. El mismo nombre se da a la curva situada debajo del bauprés y sobre la que tal palo descansa.
- Buzarda diagonal: es la que va colocada diagonalmente desde la cabeza de un bao de la bodega hasta un palmejar o a la sobrequilla, firme en aquel o en ésta.
- Buzarda de popa: llamada también varenga pique. Va colocada encima de las cuadernas, perpendicularmente al contorno del dormido.